# الحضاء (فرع العدين)

تعديل مصدري - تعديل

الحضاء محلة تابعة لقرية الانهوم، التابعة لعزلة بني يوسف بمديرية فرع العدين إحدى مديريات محافظة إب في الجمهورية اليمنية، بلغ تعداد سكانها 34 حسب تعداد اليمن لعام 2004.